# Trachylepis mekuana
Trachylepis mekuana es una especie de escincomorfos de la familia Scincidae.

## Distribución geográfica yhábitat
Es endémica de los Montes Bamboutos (Camerún). Su rango altitudinal alcanza los 2700 m s. n. m..